# Thalassema arcassonense
Thalassema arcassonense är en djurart som tillhör fylumet skedmaskar, och som beskrevs av Cuénot, L. 1902. Thalassema arcassonense ingår i släktet Thalassema och familjen Echiuridae. Inga underarter finns listade i Catalogue of Life.